# Pozo Nuevo
Pozo Nuevo es una comuna de la pedanía Aguada Del Monte, departamento Sobremonte, provincia de Córdoba, Argentina.
Se encuentra en el norte de la provincia, aproximadamente a 250 km de la capital.

## Geografía

### Población
Cuenta con 323 habitantes según el Indec 2022 